# Рафиня (футболист, р. 1996)
Рафаел Диас Белоли, по-известен като Рафиня, беше бразилски професионален футболист, който играе като нападател за клуба от Ла Лига Барселона и националния отбор на Бразилия. Той е смятан за един от най-добрите играчи в света.
Рафиня започва футболния си път в отбора на Аваи, а през 2016 г. преминава във Витория Гимараеш, където прави своя професионален дебют. След впечатляващо представяне, той подписва със Спортинг Лисабон, където прекарва една година, преди да подпише с френския клуб Рен. След една година той отново е трансфериран, подписвайки с Лийдс Юнайтед, преди две години по-късно да се премести в каталунския клуб Барселона в сделка, според съобщенията, на стойност £50 милиона. След като прави своя дебют през октомври 2021 г., Рафиня е бразилски национал. Първите му два гола за националния отбор са отбелязани при победа над Уругвай по-късно същия месец. Той е част от съставите на Бразилия на Световното първенство по футбол през 2022 г. и Копа Америка през 2024 г.

## Ранни години
Рафиня е роден на 14 декември 1996 г. в Порто Алегри, Бразилия, където израства в Рестинга, фавела далеч от центъра на града. Баща му е работещ музикант. Той има трудно детство, където описва споделяне на спалня с родителите си, по-малкия брат и домашни любимци; борят се да плащат пътни разходи и понякога се налага да просят храна. Той е от италиански произход.
На седемгодишна възраст той присъства на партито за рождения ден на Роналдиньо поради връзката на баща му и чичо му с играча. Оттогава се срещат многократно и развиват трайно приятелство.
Преди да започне професионалната си футболна кариера, Рафиня участва в турнирите на várzea до 18-годишна възраст, които той описва като „мрежа от независими мачове и турнири, организирани от местната общност“ под академичното ниво, в която е разрешено всеки бъдещ играч да участва. Мачовете в тези турнири се играят при тежки условия, включително домакински фенове, тормозещи играчи на противниковия отбор в близост до съблекалните преди мачове, изстрели, глинени терени с прах и пясък, силна жега, стълбове вместо мрежи и екипи без фланелки поради липсата на лигавници.
Той има дългогодишно приятелство с Бруно Фернандеш, което започва преди да станат съотборници в Спортинг Лисабон. Според Рафиня, Фернандес е бил огромна помощ за него и футболната му кариера. Преди да се присъедини към Лийдс Юнайтед, Фернандес казва на Рафиня, че неговият стил ще „пасва на лигата“ (имайки предвид Висшата лига).

## Клубна кариера

### Аваи
След неуспешни изпитания с Интернасионал и Гремио, Рафиня започва кариерата си, като играе младежки футбол с Имбитуба, където го откриват скаутите на Aваи. На 18 години Рафиня започва кариерата си с отбора под 20 на Aваи в Кампеонато Бразилейро Серия А през 2014 г. След като се контузва, той не успява да влезе в отбора, но продължава да тренира сам. Въпреки нарастващия интерес към Рафиня от много от най-добрите бразилски клубове, Aваи го задържа до 2016 г., когато той впечатлява на Copa São Paulo de Futebol Júnior.

### Витория Гимараеш
На 2 февруари 2016 г. Рафиня подписва с португалския отбор Витория Гимараеш, след като представянето му в Copa São Paulo de Futebol Júnior е забелязано от Деко, който го подписва с неговата агенция, D20 Sports, и урежда трансфера му във Витория. Той дебютира за Витория на 13 март 2016 г. срещу Пасош де Ферейра. Рафиня вкарва първия си гол за клуба срещу КС „Маритимо“ на 20 август 2016 г. Прави първото си участие в Лига Европа през сезон 2017–18, на 14 септември 2017 г. срещу Ред Бул Залцбург. Той печели наградата „Най-добър играч на годината“ за Витория Гимараеш през 2017 г.
Рафиня вкарва 18 гола по време на 43 мача (във всички състезания) по време на сезон 2017–18 в Примейра лига за Витория Гимараеш.

### Спортинг Лисабон
През май 2018 г. Рафиня подписва с португалския клуб Спортинг Лисабон за период от една година, до 2019 г. Той дебютира на 12 август срещу Морейренсе. Вкарва първия си гол за клуба на 20 септември 2018 г. срещу ФК „Карабах“ при победата с 2-0 в Лига Европа през сезон 2018 – 19. Рафиня е част от отбора, който печели Купата на Португалия през сезон 2018 – 2019, отбелязвайки дузпа при победата с дузпи срещу Порто.

### Стад Рене
Рафиня подписва с френския клуб „Стад Рене“ през 2019 г. за трансферна сума около 21 милиона евро, рекордна за клуба. Той отбелязва гол и прави асистенция в последния си мач за клуба по време на двубоя от Лига 1 през сезон 2020–21 срещу „Реймс“ при равенство 2–2 на 4 октомври 2020 г. Той вкарва осем гола и прави седем асистенции по време на престоя си в клуба, където помага на Рен да завърши на трето място и да се класира за Шампионската лига на УЕФА през сезон 2020–21, по време на сезон 2019–20 в Лига 1.

### Лийдс Юнайтед

#### Сезон 2020 – 2021
На 5 октомври 2020 г. Рафиня се присъединява към Лийдс Юнайтед с четиригодишен договор за неразкрита сума, за която се съобщава, че е около £17 милиона, или около €20 милиона. На 19 октомври 2020 г. той дебютира като резерва през второто полувреме при загуба с 1:0 от Улвърхемптън Уондърърс. Пълният му дебют като титуляр е у дома срещу Арсенал на 22 ноември 2020 г. На 28 ноември 2020 г. Рафиня вкарва първия си гол за Лийдс при победата с 1:0 като гост над Евертън. Неговият победен гол осигурява първата победа на Лийдс във Висшата лига на Гудисън Парк и първата им победа в лигата срещу Евертън от 1990 г. насам. Рафиня завършва сезона с шест гола, всички отбелязани в мачове от лигата.

#### Сезон 2021 – 2022
Рафиня вкарва първия си гол за сезона на 21 август 2021 г., в първия домакински мач на Лийдс, нисък изравнителен гол в 72-ата минута точно от наказателното поле, при резултат 2–2 срещу Евертън, който е номиниран като един от головете на месеца на Висшата лига за август.
Рафиня завършва сезона като голмайстор на Лийдс с 11 гола, включително първия гол в мача при победата с 2:1 като гост срещу „Брентфорд“ в последния ден на сезона, от дузпа, след като е фаулиран от вратаря на Брентфорд Дейвид Рая, затвърждавайки статуса на Лийдс във Висшата лига.

### Барселона

#### Сезон 2023 – 2024
На 15 юли 2022 г. Рафиня подписва петгодишен договор с клуба от Ла Лига „Барселона“ за първоначална отчетена трансферна сума от 50 милиона паунда, потенциално нарастваща до 55 милиона паунда с бонуси. На 13 август той дебютира за клуба при равенство 0–0 срещу „Райо Валекано“ в Лигата. На 3 септември той вкарва първия си гол за Барселона при победата с 3:0 над „Севиля“ на Рамон Санчес Писхуан.
На 10 април 2024 г. той вкарва първите си голове в Шампионската лига, като отбелязва два гола при победата с 3–2 като гост срещу шампиона на Лига 1 Пари Сен Жермен в първия четвъртфинален мач и е награден като Играч на мача.

#### Сезон 2024 – 2025
На 31 август 2024 г. той отбелязва първия си хеттрик за Барселона при победата със 7–0 у дома срещу Реал Валядолид в мач от Ла Лига. По-късно същата година, на 23 октомври, той отбелязва хеттрик в Шампионската лига при домакинската победа с 4–1 срещу Байерн Мюнхен в груповата фаза и е обявен за Играч на мача. Няколко дни по-късно, на 26 октомври, той вкарва първия си гол в Ел Класико и прави асистенция при победата с 4–0 като гост над Реал Мадрид. По време на мача на стадион Сантяго Бернабеу, Рафиня и неговите съотборници от Барселона Ламин Ямал и Ансу Фати стават обект на расистки обиди от група привърженици на домакините.

## Международна кариера
През август 2021 г. Рафиня е повикан да се състезава за Бразилия по време на квалификациите на отбора за Световната купа срещу Чили, Аржентина и Перу.
На 7 октомври 2021 г. Рафиня прави своя дебют за националния отбор, влизайки като резерва на полувремето при победата чрез обрат с 3:1 срещу Венецуела. Той асистира за два гола и печели дузпа за 45 минути на терена, получавайки похвали от спортни експерти и фенове.
В третото си появяване и първия си старт като титуляр, той вкарва първите си два международни гола в квалификационен мач срещу Уругвай.
На 7 ноември 2022 г. Рафиня е включен в състава за Световното първенство по футбол през 2022 г.
Рафиня също е включен в състава за Копа Америка през 2024 г.

## Успехи
Спортинг Лисабон
- Купа на Португалия (1): 2018/19
- Купа на лигата на Португалия (1): 2018/19

Барселона
- Ла Лига (2): 2022/23, 2024/25
- Купа на краля (1): 2024/25
- Суперкупа на Испания (2): 2022/23, 2024/25

Индивидуални
- Най-добър играч на годината (Витория Гимараеш): 2017
- Отбор на турнира Копа Америка: 2024
- Играч на месеца в Ла Лига: август 2024 г.